# Qatars MotoGP 2006
Qatars MotoGP 2006 var ett race som körde den 8 april på Losail.

## MotoGP
Valentino Rossis säsong återgick till normalt läge. Storfavoriten vann i Qatar sin första seger för säsongen. Hans tuffaste konkurrenter var Nicky Hayden och Loris Capirossi, som kom tvåa och trea. Det innebar att Capirossi var kvar i VM-ledning. Pole position togs sensationellt av rookien Casey Stoner på en privatägd Honda.

### Resultat
| Plats | Förare            | Märke    | Grid | Kvaltid  |
| ----- | ----------------- | -------- | ---- | -------- |
| 1     | Valentino Rossi   | Yamaha   | 6    | 1.56,076 |
| 2     | Nicky Hayden      | Honda    | 4    | 1.55,793 |
| 3     | Loris Capirossi   | Ducati   | 2    | 1.55,721 |
| 4     | Sete Gibernau     | Ducati   | 7    | 1.56,177 |
| 5     | Casey Stoner      | Honda    | 1    | 1.55,683 |
| 6     | Dani Pedrosa      | Honda    | 5    | 1.56,008 |
| 7     | Marco Melandri    | Honda    | 12   | 1.56,822 |
| 8     | Toni Elías        | Honda    | 3    | 1.55,735 |
| 9     | Colin Edwards     | Yamaha   | 8    | 1.56,230 |
| 10    | Kenny Roberts Jr  | KR-Honda | 10   | 1.56,272 |
| 11    | Shinya Nakano     | Kawasaki | 9    | 1.56,237 |
| 12    | Carlos Checa      | Yamaha   | 14   | 1.57,299 |
| 13    | James Ellison     | Yamaha   | 17   | 1.58,674 |
| 14    | Makoto Tamada     | Honda    | 16   | 1.57,891 |
| 15    | Alex Hofmann      | Ducati   | 18   | 1.59,591 |
| 16    | José Luis Cardoso | Ducati   | 19   | 1.59,733 |
| 17    | Chris Vermeulen   | Suzuki   | 11   | 1.56,356 |
| 18    | John Hopkins      | Suzuki   | 13   | 1.56,981 |
| 19    | Randy de Puniet   | Kawasaki | 15   | 1.57,822 |